# طوابع البريد والتاريخ البريدي لنيو برونزويك

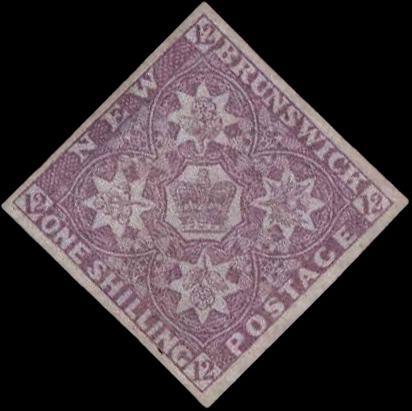
أحد الطوابع الأولى لنيو برونزويك من عام 1851

هذا مسح للطوابع البريدية والتاريخ البريدي لنيو برونزويك.

## إصدارات الطوابع

### العدد الأول
أصدرت مقاطعة نيو برونزويك أحد عشر طابعًا بريديًا. صدرت أولى الطوابع عام1851 وهي مشابهة في تصميمها لمجموعة معاصرة أصدرتها نوفا سكوشا. استمرت هذه المجموعة المكونة من ثلاثة إصدارات ماسية الشكل حتى عام 1860 حين صدر الإصدار التالي والأخير.

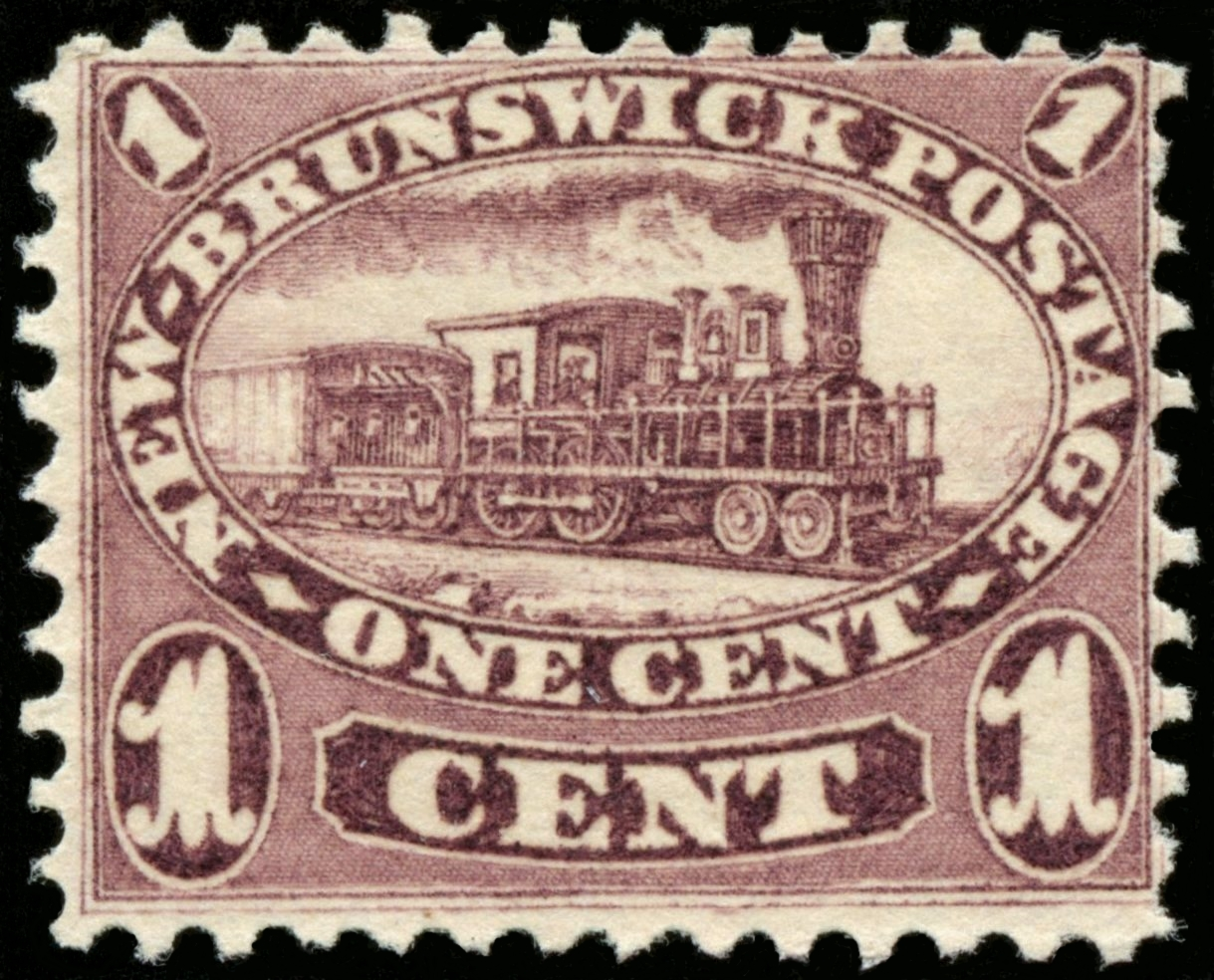
تميز إصدار نيو برونزويك العشري لعام 1860 بالعديد من الطوابع البارزة، بما في ذلك قطار السنت الواحد هذا - أول قطار تم تصويره على الإطلاق في طابع بريدي

### إصدار عشري لعام 1860
بتكليف من مدير مكتب بريد نيو برونزويك تشارلز كونيل كان الإصدار الثاني للمستعمرة جديرًا بالملاحظة بعدة طرق. أولاً يُعتقد أنه تضمن أول سفينة بخارية (12.5 سنتًا) وأول قطار بخاري ظهر على الإطلاق على طابع بريدي (متعلق بالسكك الحديدية الأوروبية وأمريكا الشمالية، والتي كان السيد كونيل مديرًا لها) وثالثًا لأنه احتوى على أول طابع تذكاري، وهو طابع بقيمة 17 سنتًا يظهر صورة لأمير ويلز الشاب (الملك إدوارد السابع) يرتدي زي المرتفعات، صدر لأن أمير ويلز كان من المقرر أن يزور المستعمرة في عام 1860. ومع ذلك كان الجانب الأكثر بروزًا في هذا الإصدار هو أن مدير مكتب البريد اختار تضمين صورته الخاصة على إصدار الخمسة سنتات. تسبب هذا في ضجة سياسية كبيرة في المستعمرة لدرجة أن كونيل استقال ولكن ليس بعد تدمير معظم الطوابع. استُبدل طابع الخمسة سنتات بآخر يحمل صورة الملكة الحاكمة فيكتوريا.

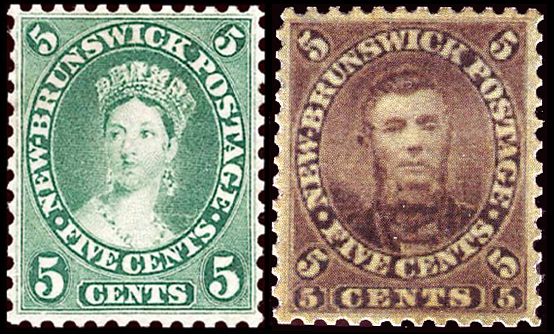
رأس شالون الذي حل محل الإصدار الأولي ذي الخمسة سنتات والذي يحمل صورة مدير مكتب البريد

استُبدل طوابع نيو برونزويك بطوابع كندا عندما أصبحت المستعمرة جزءًا من الدومينيون في 1 يوليو 1867.

## القراءة الإضافية
- أرجنتي، نيكولاس . طوابع بريد نيو برونزويك ونوفا سكوشا. لندن: الجمعية الملكية لهواة جمع الطوابع، لندن ، ١٩٦٢ 223 صفحة. أُعيد طبع الكتاب من قِبل دار نشر كوارترمان عام ١٩٧٦.
- جيفكوت، س.م.، ف. ج. غرين، وجون هـ. م. يونغ. التاريخ البريدي لنوفا سكوشا ونيو برونزويك، ١٧٥٤-١٨٦٧ . تورنتو: منشورات سيسونز، ١٩٦٤، ٣٩٣ صفحة.
- ميتشل، الكابتن ر. ب. تزويرات وتزويرات في نيو برونزويك وجزيرة الأمير إدوارد . هاليفاكس، نوفا سكوشا: استوديو سكوتيا للطوابع، ١٩٧٩، ٤٣ صفحة.
- بول، بيرترام دبليو إتش. طوابع بريد نيو برونزويك ونوفا سكوشا. بيفرلي، ماساتشوستس: سيفرن-وايلي-جيويت، ١٩٢٠؟ ٢٠ بنسًا.
- سمول، ريتشارد إي. نيو برونزويك، كندا، قائمة مكاتب البريد ١٧٨٤-١٩٨٤ . ريستون، فرجينيا: ر. سمول، ٢٠٠١، ٧٧ صفحة.

## الروابط الخارجية
- طوابع كونيل - جمعية مقاطعة كارلتون التاريخية المحدودة